# Nucleatie

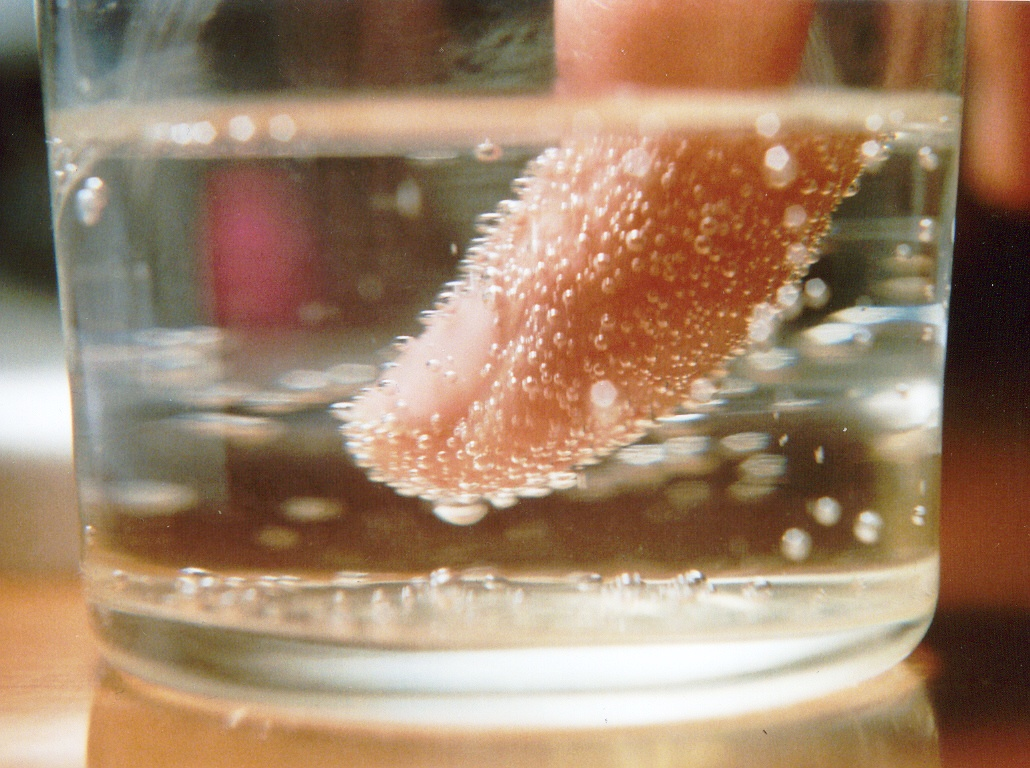
Nucleatie van koolstofdioxidebellen rond een vinger

Nucleatie is het ontstaan van een nieuwe fase in een andere fase. Dit gebeurt wanneer een kern van atomen of moleculen – de nucleatiekern – de nieuwe fase vormen en stabiel blijven.
Nucleatie kan op twee manieren plaatsvinden: homogene nucleatie en heterogene nucleatie. Homogene nucleatie van een nieuwe fase kan optreden wanneer de vrije energie van de nieuwe fase lager is dan de vrije energie van de oorspronkelijke fase. Als aan deze voorwaarde voldaan wordt (door bepaalde temperatuur, druk en/of chemische potentialen) zal een nucleatiekern stabiel kunnen blijven. Behalve de voorwaarde dat de nieuwe fase stabiel is, moet echter ook de vrije oppervlakte-energie van de nucleatiekern worden overwonnen. Daarom kan nucleatie soms uitblijven, terwijl de nieuwe fase wel stabiel is. Bij heterogene nucleatie wordt het nucleatieproces vergemakkelijkt door de aanwezigheid van verontreinigingen, of door contact met de wand van de houder waarin het systeem zich bevindt. 
In het nucleatieproces ontstaan er meerdere nuclei. Wanneer een nucleus een bepaalde kritische straal bereikt heeft, kan deze uitgroeien tot een kristal of korrel door kristalgroei. 